# Sympycnus caffer
Sympycnus caffer är en tvåvingeart som beskrevs av Friedrich Hermann Loew 1858. Sympycnus caffer ingår i släktet Sympycnus och familjen styltflugor. Inga underarter finns listade i Catalogue of Life.